# Velký Újezd (Kojatice)
Velký Újezd (s předložkou 2. pád do Velkého Újezda, 6. pád ve Velkém Újezdu) je vesnice, místní část Kojatic. V roce 2001 zde žilo 156 obyvatel, převážně v místním domově důchodců. Ve vesnici žije 108 obyvatel.

## Geografická charakteristika
Katastrální území leží na jihu okresu Třebíč na levé straně potoka Bihanky; severní, zvyšující se (524 m n. m.) polovinu území zaujímá les. Na severu sousedí s Rácovicemi a Dědicemi, na východě s Kojaticemi, na jihu s Hornicemi a na západě s Třebelovicemi. Nadmořská výška zastavěné plochy vesnice se pohybuje od 476 m n. m. na západě k 490 m n. m. na východě. Vesnice leží asi 1 km na severozápad od Kojatic. Na silniční síť je Velký Újezd napojen silnicí č. III/15221 směrem na Třebelovice; další silnice zajišťují spojení se silnicí č. III/41110 na jihu.

## Historie
První písemná zmínka o Velkém Újezdě, konkrétně o faře pochází z roku 1290, kdy byla církevním velkostatkem náležejícím pod Kolegiátní kapitulu u kostela sv. Mořice v Kroměříži a odváděla jí velký desátek. Od roku 1377 se Velký Újezd stal plnohodnotnou farností, prebendou kroměřížské kapituly, které odváděl malý desátek.
Újezdský domov důchodců byl zřízen z podnětu P. Františka Baláže Kongregací Milosrdných sester III. řádu svatého Františka v Brně roku 1937. V letech 1942–1947 sloužil jako plicní léčebna. Rozhodnutím ministerstva zdravotnictví byla v roce 1947 léčebna zrušena a likvidace sanatoria měla být ukončena do 15. května 1947 a budova vrácena původnímu účelu. Primářem plicní léčebny byl MUDr. Jaromír Onderek. Po únoru 1948 byl domov kongregaci odebrán a navrácen po 44 letech roku 1992. Právně je domov důchodců příspěvkovou organizací kraje Vysočina.
Územněsprávně byl Velký Újezd osadou nebo místní částí Kojatic: v letech 1869–1890 veden jako jejich osada v okrese Znojmo, v letech 1900–1950 jako jejich osada v okrese Moravské Budějovice, od roku 1961 pak jako část obce Kojatic v okrese Třebíč.
| Rok            | 1869 | 1880 | 1890 | 1900 | 1910 | 1921 | 1930 | 1950 | 1961 | 1970 | 1980 | 1991 | 2001 |
| -------------- | ---- | ---- | ---- | ---- | ---- | ---- | ---- | ---- | ---- | ---- | ---- | ---- | ---- |
| Počet obyvatel | 59   | 68   | 48   | 49   | 46   | 44   | 39   | 255  | 313  | 287  | 251  | 208  | 156  |

## Pamětihodnosti
- Kostel svatého Petra a Pavla z roku 1860 (slavnostně vysvěcen roku 1861)[8]
- fara z roku 1736[9]
- dvě kapličky z 19. století (obě severně od obce, jedna z nich v lese Na Křivánkách)
- smírčí kříž v ohradní zdi hřbitova z 18. století[3]

Na smilovském kopci možná stával opatský klášter, který byl za husitských válek vypálen. Z tohoto kláštera se dochoval pouze smírčí kříž v ohradní zdi hřbitova.
Tam kde dnes stojí kostel kdysi stávala kaple. Kaple byla propojena podzemní chodbou až ke klášteru. Jako větrací šachty sloužily dvě kapličky podél cesty. Jedna pod kopcem u potoka a druhá na kopci v lese. Proto když vejdete do kapličky tak při výskoku uslyšíte dunivý zvuk. Chodba se nedochovala, špatné podmínky a čas s ní udělaly svoje. Dnes nám na její připomínku slouží dvě kaple a propadlina v lese, která značí kudy chodba vedla. Místo kaple byl ve Velkém Újezdě postaven roku 1860 kostel svatých Petra a Pavla. Zajímavostí je, že při výstavbě věže se mohutné kvádry kamene táhly voly po rampě, která byla vedena od křížku směrem na Kojatice. Fara na Velkém Újezdě jak ji známe dnes pochází z roku 1736, ale první zmínka pochází už z roku 1377.

## Legenda
Za dob husitských válek se z místního kláštera na Smilově kopci stala něco jako polní nemocnice. Zde se ošetřovali jak vojáci, tak i civilisté. Poté co na tuto polní nemocnici přišli husité, ji vyplenily, vyvraždily a zapálily. Jediný, komu se podařilo uprchnout i s vážným zraněním byl místní kněz. Utekl tajným podzemím. Které však sužoval hustý a štiplavý kouř, nebýt odvětrávacích šachet tak by se byl udusil. Hned co doběhl chodbou pod kapli, mu došlo že bude muset napsat nějaký vzkaz co se stalo, jelikož nikdo nepřežil. Proto svojí krví vyobrazil na zeď obraz jenž popisoval tento zbabělý čin husitů.  Poté co se pokoušel doběhnout z VŮ do Třebelovic za doktorem však v kopci vykrvácel. Zde stojí na památku kříž. Když se na tuto kresbu přišlo byla nepozorným člověkem odkryta a jak přišla po dlouhých letech na vzduch tak se bohužel vytratila. Na památku toho všeho co se událo a také jedinou dochovanou památkou z  kláštera (kromě kapliček) se přenesl kříž a umístil se do ohradní zdi hřbitova. 